# Tromboendoarterectomia polmonare
La tromboendoarterectomia polmonare (TEAP) consiste nella rimozione chirurgica di trombi dall'albero arterioso polmonare.
È una terapia impiegabile in caso di ipertensione polmonare di classe WHO 4 (tromboembolica o altre cause di ostruzione arteriosa).
I grandissimi vantaggi rispetto al trapianto polmonare sono il migliore outcome, l'indipendenza dal donatore, la non necessità di immunosoppressione post-operatoria, il costo ridotto, la possibilità di essere eseguita in regime di elezione (il trapianto, invece, deve essere eseguito rapidamente in caso di disponibilità dell'organo) e il poter essere offerta potenzialmente a qualunque paziente (al contrario del trapianto, che sarebbe difficilmente destinato ad un paziente anziano o in cattive condizioni generali).
A seconda del quadro clinico e di imaging, può essere eseguita mono- o bilateralmente.
I risultati, in termini di miglioramento della situazione emodinamica, sono nella maggior parte dei casi estremamente soddisfacenti.

## Tecnica chirurgica
L'intervento, eseguito solo in pochissimi centri nel mondo, consta nella rimozione dei trombi nelle arterie polmonari dissecando la parete ed estraendo lunghi frammenti di tonaca in cui il trombo è incuneato.
È un intervento di chirurgia cardio-toracica estremamente complesso e può richiedere un tempo operatorio anche di 10 ore.
Descrizione dei punti salienti dell'intervento (si fa riferimento al protocollo adottato dall'Ospedale San Matteo di Pavia):
- Preparazione
  - Induzione di anestesia generale bilanciata
  - Reperimento di accesso venoso centrale, posizionamento di catetere di Swan-Ganz
  - Preparazione del campo operatorio: disinfezione del torace, telinatura
  - Sternotomia mediana, divaricazione, pericardiotomia
  - Preparazione del circuito per la circolazione extracorporea: scoagulazione con eparina (ACT  >500s) inserzione della cannula venosa (posizionamento bicavale) e della cannula arteriosa (aortica),
  - Avviamento della circolazione extracorporea. In questo intervento, data la durata considerevole, si preferisce impiegare una pompa centrifuga in luogo della classica roller al fine di ridurre l'emolisi. Durante la circolazione extracorporea (e quindi la sospensione della ventilazione polmonare) l'anestesia generale viene mantenuta con somministrazione totalmente intravenosa.
  - Induzione di ipotermia moderata (circa 24 °C). Si utilizza un apposito elettrodo per indurre fibrillazione ventricolare e ridurre il movimento della massa cardiaca.
  - Apertura dell'arteria polmonare
- Rimozione dei trombi
  - Arresto di circolo: il flusso sanguigno viene arrestato per 7 minuti circa, durante i quali è possibile operare su campo esangue. Terminati i 7 minuti, si riperfonde per circa 5'. La necessità di operare in arresto di circolo deriva dal reflusso di sangue che si avrebbe attraverso le anastomosi tra il circolo bronchiale e il circolo polmonare (particolarmente sviluppate nei pazienti con ipertensione polmonare tromboembolica). Il danno anossico al sistema nervoso è prevenuto dall'ipotermia e dalla somministrazione di barbiturici, che riducono la richiesta di ossigeno da parte del tessuto nervoso. La procedura arresto-riperfusione può essere eseguita iterativamente numerose volte fino ad un massimo di 160 minuti di arresto. La saturazione cerebrale viene monitorata con tecnica NIRS (Near InfraRed Spectroscopy).
  - Durante i periodi di arresto: dissecazione della parete dei tronchi arteriosi principali con appositi strumenti. Una buona manualità permette di dissecare la parete fino a diramazioni di piccole dimensioni, permettendo di rimuovere emboli incuneatisi molto distalmente
- Termine
  - Breve ventilazione per controllare che non ci sia gorgogliamento in arteria polmonare, segno di comunicanza tra le vie aeree e il letto vascolare. In questo caso si ripara con colla biologica.
  - Sutura dell'arteria polmonare
  - Si ristabilisce la normotermia
  - Svezzamento dalla circolazione extracorporea, ripristino delle condizioni coagulative somministrando protamina solfato
  - Broncoscopia per verificare eventuali sanguinamenti
  - Sutura del pericardio, dello sterno e dei vari piani superficiali del torace
  - Trasferimento del paziente in reparto di terapia intensiva. Nei giorni successivi, a seconda del decorso post-operatorio, si sveglia il paziente. Se le condizioni sono stabili si trasferisce in reparto di cardiochirurgia.

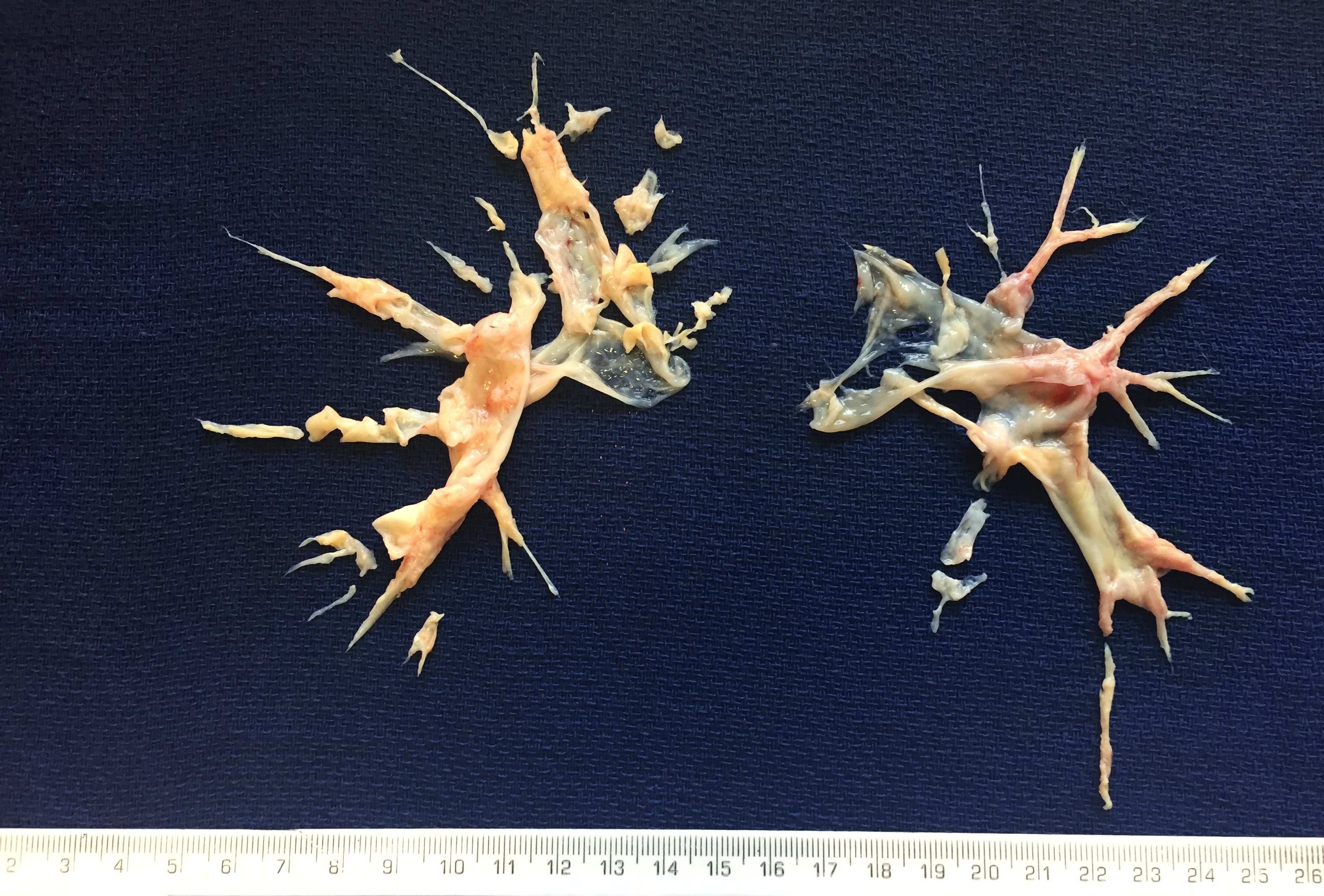
Materiale estratto dall'arteria polmonare durante TEAP
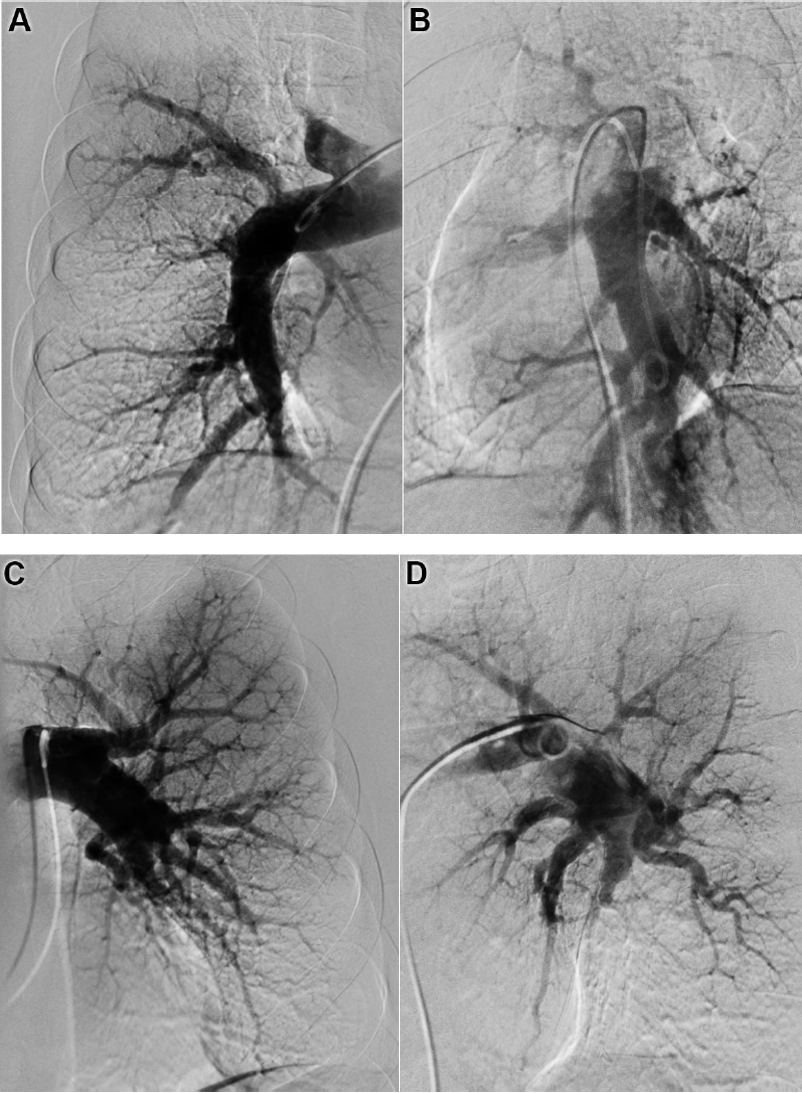
Esempio di angiografia pre-operatoria: l'albero arterioso è visibilmente dilatato

## Storia
I primi interventi sono stati eseguiti presso l'UC San Diego Health (San Diego, CA) negli anni '70.
Al momento i principali centri di riferimento mondiale in proposito sono cinque: UC San Diego Health, Kerckoff Klinik di Bad Nauheim, Hôpital Marie Lannelongue di Parigi, Papworth Hospital di Cambridge e IRCCS Policlinico San Matteo di Pavia.
La differenza tra il protocollo pavese e quello originale di San Diego è nella profondità dell'ipotermia (24 °C a Pavia contro i 18 °C di San Diego) e il maggiore frazionamento degli arresti di circolo. Queste differenze possono essere considerate un miglioramento, diminuendo significativamente l'incidenza di eventi avversi di tipo vascolare nel post-operatorio.
L'introduzione di appositi strumenti derivati dall'esperienza microchirurgica ha permesso di trattare pazienti con lesioni sempre più distali (precedentemente valutati come inoperabili), migliorando l'esito dell'intervento e allargando l'indicazione a questa terapia.